# Addio mia piccola
Addio mia piccola) è un brano musicale composto da Armando Stazzonelli e musicato da Carlo Innocenzi nel 1942, pubblicato come singolo nella versione di Otello Boccaccini nel 78 giri Addio mia piccola/Ricordo quella via (La voce del padrone, HN 2056). 
Il brano è un canto della seconda guerra mondiale, ispirato alla partenza dei soldati italiani per il fronte. Gli effetti del Patto d'Acciaio sottoscritto nel 1938 tra Italia fascista e Germania nazista, sono ben evidenti nella strofa Chi forgerà del mondo il suo destino? / Roma Berlino, Roma Berlino. Il valore di una "guerra salvifica" per l'umanità, è espressa dai nomi di Mussolini e Hitler che, sebbene non citati espressamente, rappresentano il fulcro della strofa Nel nome di due grandi condottieri / sempre più fieri si marcerà, / e pace con giustizia per i popoli sarà.